# Wielka Wieś B
Wielka Wieś B – wieś w Polsce położona w województwie łódzkim, w powiecie łaskim, w gminie Widawa. Powstała w 2008 roku w wyniku podziału wsi Wielka Wieś.
W latach 1975–1998 miejscowość Wielka Wieś należała administracyjnie do województwa sieradzkiego.